# Les Crumpets
Les Crumpets è una serie televisiva animata francese prodotta dalla 4.21 Productions, distribuita da Mediatoon Distribution e basata sui libri Petit Dernier e Petite Pousse scritti da Didier Lévy e illustrati da Frédéric Benaglia.

## Trama
I Crumpets sono una famiglia composta da 142 bambini, dai genitori Ma e Pa, la nonna e il cane T-Bone. Il più giovane di loro, P'tit Der rivaleggia con i fratelli e suo padre per ottenere l'amore di sua madre ed è molto legato a sua nonna. Accanto alla casa dei Crumpets vive la famiglia McBrisk composta dalla madre e sua figlia.

## Personaggi
- P'tit Der. Doppiato da Théo Benhamour, Victor Biavan, Wandrille Devisme
- Grand Ma. Doppiata da Michèle Garcia
- Ma. Doppiata da Emmanuelle Hamet
- Pa. Doppiato da Tom Novembre
- Rosénoire. Doppiata da Rebecca Benhamour
- Pfff. Doppiato da Léonard Hamet
- Midi e Midi-Cinq. Doppiati da Siméon Hamet, Lucas Ripberger, Rosalie Hamet, e Chiara Vergne
- King. Doppiato da Antoine Raffin, Lucas Ripberger
- Têtenlair. Doppiata da Rosalie Hamet
- Oulala. Doppiato da Siméon Hamet
- Triceps. Doppiata da Kelly Marot
- Bozart. Doppiato da Léon Plazol
- Grangran. Doppiato da Olivier Podesta
- Madame Dame. Doppiata da Marie-France Ducloz
- Cassandra. Doppiata da Kelly Marot
- Tonton Karl. Doppiato da Luq Hamet
- Tata Greta. Doppiata da Juliette Degenne
- Gunther. Doppiato da Olivier Podesta
- Marilyn. Doppiata da Yoann Sover
- Hervé. Doppiato da Léon Plazol
- Miley Virus. Doppiata da Cindy Lemineur
- Reuh. Doppiato da Charles Germain

## Produzione
Nel 2008 Éric Magrangeas, dopo aver letto i libri Petit Dernier e Petite Pousse, si interessò allo sviluppo di un adattamento televisivo a cartoni animati e nel 2009 la 4.21 Productions firmò un contratto con le Editions Sarbacane per produrre una serie animata basata sui libri. Mediatoon acquisì i diritti di distribuzione della serie nel 2013.

## Riconoscimenti
- 2018 - Cartoons on the Bay "Teens 12+" Pulcinella Award[3][4]
- 2018 - TV Series Jury Prize International Festival of Animated Films[5]